# Annie Borckink

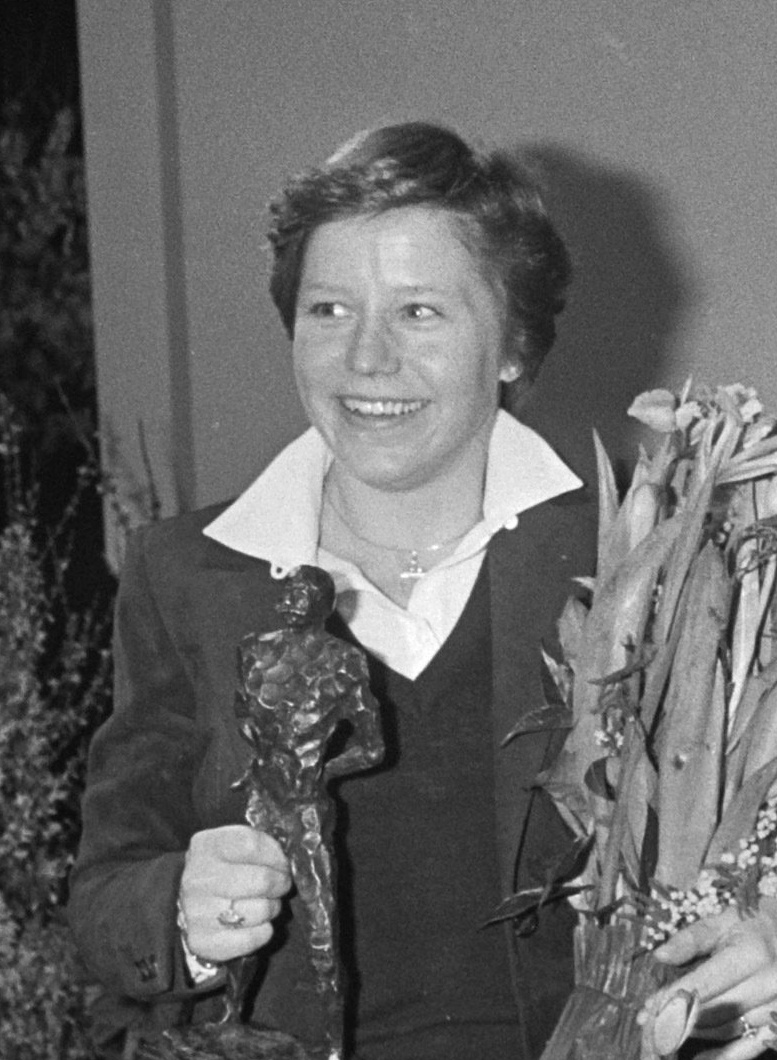
Annie Borckink, 1981

Anna Johanna Geertruida Maria „Annie“ Borckink (* 17. Oktober 1951 in Eibergen, Gelderland) ist eine ehemalige niederländische Eisschnellläuferin.
1980 bei den Olympischen Winterspielen in Lake Placid siegte sie über 1500 Meter.